# Wyspa niewolników
Wyspa niewolników (fr. L'Île des esclaves) – komedia Pierre’a de Marivaux wystawiona w 1725.

## Data powstania utworu
Utwór został napisany w 1725 roku i miał swą premierę 5 marca 1725 w l’Hôtel de Bourgogne. Został wystawiony przez aktorów Comédie-Italienne i cieszył się niemałym powodzeniem. W sumie został wystawiony dwadzieścia jeden razy, przed i po świętach Wielkanocy.

## Osoby
| Osoba     | Jej rola w dramacie |
| --------- | ------------------- |
| Ifikrates | ateński możnowładca |
| Arlekin   | jego niewolnik      |
| Eufrozyna | dama ateńska        |
| Kleantis  | jej niewolnica      |
| Trywelin  | zaarządca wyspy     |

## Treść
Akcja sztuki rozgrywa się na wyspie niewolników.
Niewolnicy z Attyki, prześladowani przez swych panów, wywędrowali w wielkiej masie na samotną wyspę. Z początku każdy właściciel niewolników, który trafił na wyspę był traktowany okrutnie. Później to prawo zostało złagodzone. Każdy niewolnik, który trafia na wyspę zyskuje wolność, każdy właściciel staje się niewolnikiem. Jeśli właściciel przybywa razem z niewolnikiem, właściciel zamienia się miejscem ze swym sługą. Na wyspę trafiają dwie pary Ifikrates ze swym niewolnikiem Arlekinem i Eufrozyna ze swą służącą Kleantis. Właściciele zostają zmuszeni do zamieniają się imieniem, strojem i rolą ze swymi sługami. Kleantis na prośbę Trywelina opowiada swej pani o popełnionych względem niej nadużyciach. Arlekin wypomina Ifikratesowi bicie i poniewierkę. Państwo z trudem przyjmuje te okoliczności do wiadomości. Arlekin i Kleantis bawią się dworną rozmową miłosną, ale nie znajdują w niej satysfakcji. Wpadają więc na pomysł poślubienia swych państwa. Gdy Arlekin proponuje Eufrozynie, że ją poślubi, ta jest przerażona, po raz pierwszy znajduje się w sytuacji, gdy nic jej nie chroni. Arlekin wzrusza się jej zagubieniem. Gdy nakazuje Ifikratesowi, by poślubił Kleantis, ten apeluje do łączących ich więzów domowych. Arlekin zauważa nie przeszkodziły mu one nadużywać boleśnie swej władzy. Ifikrates uznaje swoje błędy w postępowaniu ze swym sługą. Arlekin bierze go pod ochronę. Oddaje mu jego strój. Eufrozyna i Kleantis również godzą się ze sobą i wszyscy razem wracają do Aten.

## Omówienie
Jedne z najciekawszych fragmentów sztuki to obrazy życia swego państwa, jakie dają ich służący. Pani wstaje, opowiada Kleantis, czy dobrze spała, czy sen uczynił ją piękną. Szybko, do broni. Niech mnie ubiera. Pani chce dzisiaj zobaczyć świat; pójdzie na spektakle, na spacery, na spotkania; jej twarz może się ukazać, będzie przyjemnie patrzeć, może się dumnie przechadzać. Ten sposób prezentacji to samo sedno marivaudage'u. Kleantis kontynuujeː Pani, przeciwnie, źle wypoczęła. Niech mi przyniosą lustro. Jak mnie źle uczyniono, jakże jestem źle utworzona. A jednak się przegląda, sprawdza swą twarz na wszelkie sposoby. Nic z tegoː oczy zgaszone, skóra zmęczona, wszystko skończone. Pani nie będzie dzisiaj nikogo oglądać, nawet dnia, jeśli to będzie możliweː pozostanie w zacienionym pokoju. Niemniej będzie przyjmować najbliższe towarzyszki. Będą wchodzić z myślą o twarzy pani, będą myśleć, że zbrzydła. Jak się pani czuje? - Bardzo źle, w ogóle nie spałam, od ośmiu dni nie zmrużyłam oka. Nie mogę się pokazać.
Słynne zdanie Figaraː Co do zalet, których wymaga się od służby. Czy Wasza Ekscelencja zna wielu panów, którzy są godni być służącymi, stosuje się w pełni do tyrady Kleantis przeciw Ifikratesowi i Eufrozynieː Oto nasi ludzie, którzy nami gardzą w świecie i są z tego dumni, którzy nas maltretują i którzy są szczęśliwi, kiedy znajdują nas sto razy godniejszymi od nich. Co w tym poniżającego, że się nie ma zasług w złocie, srebrze i godnościach. Sługi bawi możliwość pokazania swoim panom ich słabości, ale nie stawiają się ponad nimi, strzegą swego serca. Po tej tyradzie Arlekin, bity, maltretowany, poniżany bierze swego pana pod swą opiekę i wstawia się za nim u władz wyspy. Trywelin, szef policji na wyspie mówi do panówː Byliście ich panami i źle wykonywaliście swoją rolę. Oni stali się waszymi i wam przebaczyliː pomyślcie o tym. Na koniec wszyscy odzyskują wolność i zostają odesłani do Aten. Autor nie mówi, co zrobią panowie, gdy odzyskają swój autorytet.